# 四把镇
四把镇，是中华人民共和国广西壮族自治区河池市罗城仫佬族自治县下辖的一个乡镇级行政单位。

## 行政区划
四把镇下辖以下地区：
四把社区、里宁社区、新印村、大新村、思平村、思民村、思爱村、德能村、石门村、龙马村、双寨村、大山村、地门村、甘棠村、集环村、棉花村、里胜村、里乐村、里江村、马安村、长春村、新安村和大同村。